# Naissance en 1149
Naissance
- 1145
- 1146
- 1147
- 1148
- 1149
- 1150
- 1151
- 1152
- 1153

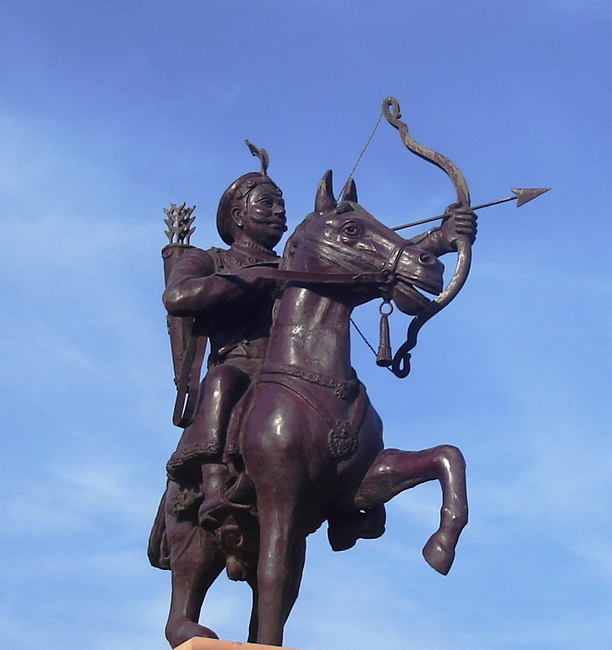
Statue de Prithvi Raj Chauhan, à Ajmer, né en 1149.

Cette page dresse une liste de personnalités nées au cours de l'année 1149 :

## En Europe
- Élisabeth de Hongrie, duchesse consort de Bohême.

## En Asie
- Choe Chung-heon, chef militaire coréen.
- Fujiwara no Kanezane, fondateur possible de la famille Kujō.
- Minamoto no Michichika, homme d'État japonais de la fin de l'époque de Heian et du début de l'époque de Kamakura.
- Prithivîrâja Châhumâna III, dernier des grands râja Châhumâna d'Ajmer, le dernier roi hindou de Delhi, célèbre comme le modèle du chevalier rajpoute.
- Lal Shahbaz Qalandar, philosophe et poète soufi.

## En Afrique
- Al-Adid, 14e et dernier calife fatimide ainsi que le 24e et dernier Imam Hafizzi.
- Al-Faiz, 13e calife Fatimide et 23e Imam Hafizzi.

## Crédit d'auteurs
- Cet article est partiellement ou en totalité issu de l'article intitulé « 1149 » (voir la liste des auteurs).